# 보장왕
보장왕(寶臧王, ? ~ 682년)은 고구려 제28대 국왕(재위 : 642년 ~ 668년)이다. 휘는 장(臧) 또는 보장(寶臧)이다. 고구려는 묘호를 사용하지 않았으므로 보장왕의 묘호는 없고, 고구려가 멸망했기 때문에 시호도 받지 못했다. 642년 막리지의 난으로 정권을 장악한 연개소문에 의해 왕위에 올랐다. 비록 왕위에 있었지만, 실권은 연개소문에게 있었다. 연개소문이 죽고 난 후 연남생, 연남산, 연정토 등 내분이 일어났다. 668년 나·당 연합군의 공격을 받아 고구려는 멸망하였다. 이후 당군에 체포되어 당나라로 잡혀가 한때 고구려 부흥운동을 꾀하였으나 실패한 뒤 681년 공주(邛州)로 유배되어 682년 사망하였다.

## 생애

### 즉위
보장왕은 평원왕의 손자이자 영양왕의 조카이며 영류왕의 친동생인 대양왕(大陽王)의 맏아들이다. 그러니까 영류왕의 조카다. 언제 태어났는지는 분명치 않으며, 642년 음력 10월에 연개소문이 막리지의 난를 일으켜 그의 큰아버지 영류왕을 시해하고 그를 새 왕으로 추대함에 따라 고구려의 마지막 왕이 되었다.
보장왕이 즉위하자 나라의 모든 권력은 오직 연개소문 한 사람에게만 집중되었다. 연개소문은 스스로 대막리지에 오른 후에 정권을 장악하였으며, 보장왕은 이름만 왕일 뿐 일개 허수아비에 불과했다. 이에 따라 고구려에는 연개소문의 일인독재 체제가 성립되고, 이는 훗날 고구려의 멸망의 원인 가운데 하나가 된다.
2년(643년) 1월 아버지를 대양왕으로 추존하였다. 3월 당나라에 도교를 구하자, 당에서 도사(道士) 8명과 《도덕경》(道德經)을 보내왔다. 윤6월에는 당 태종이 보장왕을 상주국 요동군왕 고구려왕(上柱國遼東郡王高句麗王)으로 책봉하였다.

### 신라·당과의 분쟁
원년(642년) 신라에서는 백제의 대대적인 공격으로 요지인 대야성(합천)을 빼앗기는 등 백제와의 공방전에서 전세가 점차 불리해져갔다. 이에 따라 선덕여왕은 김춘추를 고구려에 사신으로 파견해 구원병을 요청하였으나 연개소문은 이러한 신라의 요청을 거절하였다.
2년(643년) 9월 신라는 당나라에 사신을 보내 백제와 고구려의 침략으로부터 도와 달라며 원군을 보내줄 것을 요청하였다. 당시 연개소문이 영류왕을 시해하고 보장왕을 옹립해 권력을 장악한 일을 빌미로 고구려에 대한 침략을 계획하고 있었던 당 태종은 기뻐하면서 고구려와 백제를 무너뜨리려고 신라와 손을 잡는다. 신라와 당나라가 전쟁 준비를 하고 있다는 첩보를 접한 고구려는 그들의 침략에 대비하기 위해 전국에서 군사를 모집하고, 변방의 성곽을 수리하며 군사 훈련을 하는 한편 백제와 손을 잡게 된다.
3년(644년) 1월 백제와 고구려가 함께 신라를 협공하자 당나라는 고구려와 백제에게 신라에 대한 공격을 멈추지 않으면 군사를 일으키겠다고 엄포를 놓았다. 하지만 고구려는 과거에 신라에 빼앗긴 지역을 되찾기 전에는 전쟁을 멈추지 않겠다며 당나라의 요구를 거절하였다. 이에 당 태종은 “개소문은 그 임금을 시해하고 대신들을 죽이고 그 백성을 잔인하게 학대하고, 지금은 또 나의 명령을 어기니 토벌하지 않을 수 없다.”고 하며 출전 준비를 하였다.

### 여당 전쟁
645년 음력 3월 당 태종은 고구려를 치기 위해 총 30만 병력을 동원하였다. 장량(張亮)이 이끄는 40,000명의 수군은 전함 500척에 타고 비사성으로 향했으며, 나머지 60,000명은 당 태종이 직접 거느리고 요수를 건너 육로로 진군하였다. 또한 돌궐군과 거란군도 동원되었다.
당 태종의 30만 군대가 개모성, 비사성, 요동성, 백암성 등 고구려의 크고 작은성 10여 개를 함락시키자, 신성과 국내성에서 40,000명의 군대를 보내기도 하였으나 요동 방어에는 실패했다. 당 태종은 고구려의 요동 방어선을 최종적으로 무너뜨리기 위해 안시성으로 진격하였다. 한편, 고구려군의 상황이 불리하게 돌아가자 연개소문은 북부욕살 고연수와 남부욕살 고혜진에게 고구려와 말갈의 병사 15만의 군사를 내어 안시성을 지원하도록 하였다.
이에 당 태종은 고연수에게 사람을 보내 자신은 고구려를 정복하려고 온 것이 아니라 다만 군신관계를 맺기 위해 왔다고 말하면서 신하의 예만 갖춘다면 빼앗은 영토를 모두 돌려주고 돌아가겠다고 회유했다. 그러자 고연수는 당 태종이 공격할 의사가 없다고 판단하고 싸움에 적극적이지 않았다. 당 태종은 이 기회를 놓치지 않고 26,000명의 기습병을 조직하여 고구려군을 급습하였다. 고구려군은 주필산 전투에서 당나라군의 급습을 받자 큰 혼란에 빠졌으며, 그 과정에서 30,000명이 목숨을 잃었다. 이에 고연수와 고혜진은 직할부대 36,000명과 함께 당나라에 투항하였고, 나머지 병력은 신성과 건안성으로 퇴각하였다.
이 때문에 안시성은 완전히 고립되었고, 당나라군은 안시성을 일제히 공격하기 시작했다. 하지만 성주 양만춘의 뛰어난 용병술에 힘입어 시간이 지날수록 안시성의 사기는 점차 올라가는 반면 당나라군은 사기가 저하되기 시작했다. 당 태종은 안시성보다 더 높은 토산을 쌓아 공격도 해보았으나 이 역시 실패로 돌아가고 말았다. 오히려 이 토산 작전으로 당나라군은 많은 물량과 병력을 잃고 말았다.
당나라군의 패배가 거듭되는 가운데 어느덧 겨울이 다가와 병사들은 추위와 배고픔을 이기지 못하고, 결국 그해 음력 10월에 퇴각을 서둘렀다. 당나라군은 퇴로에서 많은 동사자가 발생했으며, 이에 따라 군사들이 대거 몰살하는 상황에 처하기도 하였다.
이후, 본국으로 돌아간 당 태종은 패배를 설욕하기 위해 이후 몇 차례에 걸쳐 공방전을 벌였으나 별다른 성과를 거두지 못하고 싸우는 족족 퇴각하였다. 결국 당 태종은 649년 음력 4월에 고구려 정벌을 중지하라는 유시를 남기고 죽었다. 이에 따라 고구려와 당나라는 일시적인 휴전 상태에 들어갔다.
하지만 고구려와 신라의 전쟁은 지속되었으며, 태종 무열왕이 당나라에 사신을 급파하여 원군을 요청하자, 655년 2월 당나라는 영주(營州) 도독 정명진과 좌우위중랑장(左右衛中郞將) 소정방에게 군사를 내주어 고구려를 다시 공격하게 하였으나 패배하였다. 658년 6월 당 고종은 다시금 정명진과 우령군중랑장(右領軍中郞將) 설인귀에게 군사를 내주어 고구려를 침략하였으나, 이 또한 패하고 퇴각하였다.

### 패망
당나라는 660년 신라와 함께 백제를 침략하였다. 백제는 나당연합군의 공세에 밀려 멸망하고 만다.
백제를 멸망시킨 나당연합군은 그 여세를 몰아 고구려로 진격하였다. 661년 1월 당군은 평양과 고구려의 변방을 공격하였다. 백제의 멸망으로 다급함을 느낀 고구려는 662년 3월 일본에 사신을 파견했다. 이에 왜는 장군을 보내 옛 백제 지역의 소유성(疏留城)에 병력을 주둔시켰다. 이 때문에 당군은 고구려의 남쪽 경계를 침략하지 못하고 신라도 고구려 서쪽의 성루를 함락시키지 못했다. 즉, 한반도 남부에 주둔해 있던 당군과 신라군이 고구려의 남서쪽 국경을 공격하지 못하게 만들었던 것이다. 이처럼 고구려의 대일본 외교는 위력을 발휘했다. 또한 백제 부흥군이 나당연합군의 후미를 치는 바람에 신라군이 다시 남진하여 백제부흥군과 싸워야 했으며, 그 상황을 이용하여 고구려는 서북 변방에 병력을 집결시켜 당나라군을 격퇴하였다.
동년 4월 당나라는 다시금 대군을 거느리고 수륙양공 작전을 구사하며 평양성을 향해 진군하였다. 하지만 이군구(李君球) 등의 신하가 출전을 반대하였고, 고종이 이에 따라 고구려 원정을 중지하였다.
당나라군이 물러가자 동년 5월 연개소문은 뇌음신에게 군사를 내주어 신라의 북한산성을 공략하게 하였다. 하지만 연일 장마가 계속되는 바람에 함락시키지 못하고 퇴각하였다.
동년 8월 당나라는 다시 고구려 정벌에 나섰다. 소정방의 10만 대군을 태운 당나라 함대가 대동강을 타고 평양성을 포위하여 치열한 공방전을 펼쳤다. 그리고 서쪽에서는 당나라 육군이 압록강 일대를 향해 밀려왔다. 이에 연개소문은 맏아들 연남생에게 군사를 내주고 압록강 일대를 지키도록 하였으나 패퇴했다.
662년 방효태가 이끈 당나라군은 연개소문이 이끈 고구려군과의 사수 전투에서 패배하여 몰살되었다. 평양성을 공략하던 소정방의 군대는 폭설이 내리는 바람에 포위를 풀고 황급히 퇴각하였다.
고구려는 당나라와의 전투에서 많은 승리를 거두었지만, 수십 년간의 전투로 말미암아 국력에 엄청난 손실을 입었다. 또한 당시 고구려의 모든 권력은 연개소문에게만 집중되어 있었는데, 이는 665년 연개소문이 죽자 그의 아들들 간에 권력 투쟁이 벌어지게 되는 원인이 되었다.
연개소문이 죽자 그의 맏아들 연남생이 대막리지 직위를 이어받았지만, 동생인 연남건과 연남산은 형의 권력 독식에 불만을 품었다. 그래서 연남생이 변방을 순행하는 사이 왕명을 빙자하여 연남생의 측근을 없애고 연남생을 소환하려 하였다. 이에 연남생은 당나라로 탈출하여 투항하였다.
666년 8월 보장왕은 연남건을 대막리지로 삼고 조정을 재편하였다. 하지만 조정은 이미 많은 신하가 제거되어 어수선하였고, 민심도 연남건 형제에게서 등을 돌렸다. 당 고종은 이 기회를 놓치지 않고 12월 연남생을 앞장세워 이적, 글필하력, 학처준, 백안륙 등에게 군사를 내주어 고구려를 재침략하도록 하였다. 이렇게 되자 연개소문의 동생 연정토는 한반도 쪽의 12개 성을 가지고 신라에 투항해 버렸다.
667년부터 당나라군의 대대적인 공격을 받아 여러 성과 마을이 함락되었고, 668년 음력 9월에는 보장왕이 머무르던 평양성이 함락되고 말았다. 이에 따라 보장왕은 항복을 선언하고 당나라로 끌려갔다. 보장왕이 항복했음에도 남아있던 고구려 병사들은 여전히 당나라에 맞서 싸웠지만, 결국 고구려는 멸망하고 말았다.

### 죽음
당나라로 압송된 보장왕은 전쟁에 대한 직접 책임이 없다 하여 당 고종으로부터 사평태상백(司平太常伯) 원외동정(員外同正)의 벼슬을 하사받았다. 그들이 평양에 설치한 안동도호부에 머무르다가 677년에 요동도독(遼東都督) 조선군왕(朝鮮郡王)에 임명되어 요동에 머물렀다.
이때 그는 고구려의 재건을 노려 말갈과 함께 군사를 일으키려다가 발각되어 681년에 당나라 공주(邛州)에 유배되었다. 그리고 그곳에서 682년에 사망하였다. 당나라 조정은 보장왕의 시신을 장안으로 옮겨 돌궐의 일릭 카간(頡利可汗)의 무덤 옆에 장사하고 비를 세웠으며, 위위경(衛尉卿)으로 추증하였다.

## 가족 관계
- 아버지 : 고대양(高大陽)
- 어머니 : 미상
  - 왕비 : 미상
    - 장남 : 고복남(高福男)
      - 손자 : 고보원(高寶元)

    - 차남 : 고덕남(高德男)
    - 삼남 : 고임무(高任武)
    - 사남 : 고덕무(高德武)
    - 오남 : 고련(高連)
      - 손자 : 고진(高震)
      - 손부 : 담국부인(郯國夫人) 진정후씨(眞定侯氏)
        - 증손자 : 고간수(高看秀)
        - 증손자 : 고숙수(高叔秀)

    - 육남 : 고인승(高仁承)
      - 손자 : 고신기(高信基)

    - 칠남 : 고안승(高安勝)
    - 딸 : 연현은(淵玄隱)
      - 외손자 : 연비(淵毖)

## 기년
| 보장왕 | 원년   | 2년    | 3년    | 4년    | 5년    | 6년    | 7년    | 8년    | 9년    | 10년   | 11년   | 12년   | 13년   | 14년   | 15년   |
| 서력   | 642년  | 643년  | 644년  | 645년  | 646년  | 647년  | 648년  | 649년  | 650년  | 651년  | 652년  | 653년  | 654년  | 655년  | 656년  |
| 단기   | 2975년 | 2976년 | 2977년 | 2978년 | 2979년 | 2980년 | 2981년 | 2982년 | 2983년 | 2984년 | 2985년 | 2986년 | 2987년 | 2988년 | 2989년 |
| 간지   | 임인   | 계묘   | 갑진   | 을사   | 병오   | 정미   | 무신   | 기유   | 경술   | 신해   | 임자   | 계축   | 갑인   | 을묘   | 병진   |
| 보장왕 | 16년   | 17년   | 18년   | 19년   | 20년   | 21년   | 22년   | 23년   | 24년   | 25년   | 26년   | 27년   |        |        |        |
| 서력   | 657년  | 658년  | 659년  | 660년  | 661년  | 662년  | 663년  | 664년  | 665년  | 666년  | 667년  | 668년  |        |        |        |
| 단기   | 2990년 | 2991년 | 2992년 | 2993년 | 2994년 | 2995년 | 2996년 | 2996년 | 2998년 | 2999년 | 3000년 | 3001년 |        |        |        |
| 간지   | 정사   | 무오   | 기미   | 경신   | 신유   | 임술   | 계해   | 갑자   | 을축   | 병인   | 정묘   | 무진   |        |        |        |

## 보장왕이 등장하는 작품
- 《삼국기》, (KBS, 1992년 ~ 1993년, 배우 : 서영진)
- 《연개소문》, (SBS, 2006년 ~ 2007년, 배우 : 이배국)
- 《대조영》, (KBS, 2006년 ~ 2007년, 배우 : 길용우)
- 《대왕의 꿈》,( KBS, 2012년 ~ 2013년, 배우 : 안신우)
- 《칼과 꽃》, (KBS, 2013년, 배우:온주완)
- 《한국사기》(KBS, 2017년~2017년, 배우:함진성)

### 영화
- 《평양성》, 이준익, 2011년, 배우 : 정규수

## 같이 보기
- 신라
  - 선덕여왕 (632년~647년)
  - 진덕여왕 (647년~654년)
  - 태종무열왕 (654년~661년)
  - 문무왕 (661년~681년)
- 백제
  - 의자왕 (641년~660년)
  - 풍왕 (660년 - 663년)
- 왜
  - 고교쿠 천황(사이메이 천황) (642년~645년),(655년~661년)
  - 고토쿠 천황 (645년~654년)
- 당
  - 태종 (626년~649년)
  - 고종 (649년~683년)

### 내용주
1. ↑  주류성으로 추정된다

### 참조주
1. ↑  태양왕(太陽王)이라고도 한다.
2. 1 2  《삼국사기》 권제21 고구려본기 제9 보장왕 2년(643)
3. ↑  《삼국사기》 권제21 고구려본기 제9 보장왕 1년(642)
4. ↑  《삼국사기》 권제21 고구려본기 제9 보장왕 3년(644)
5. 1 2 3 4 5 6  《삼국사기》 권제21 고구려본기 제9 보장왕 4년(645)
6. ↑  《삼국사기》 권제22 고구려본기 제10 보장왕 14년(655)
7. ↑  《삼국사기》 권제22 고구려본기 제10 보장왕 17년(658)
8. 1 2 3 4  《삼국사기》 권제22 고구려본기 제10 보장왕 20년(661)
9. ↑  《일본서기》 권27 天命開別天皇 天智天皇 원년(662)
10. ↑  서영교 (2009). 《신라인 이야기》. 살림. 134쪽. ISBN 9788952210739. 고구려는 일본에도 손을 내밀었다. 660년에 나당 연합군이 백제를 치자 다급함을 느낀 고구려는 일본에 사신들을 파견했다. 『일본서기』〔권27, 덴지천황 원년(662) 3월조〕에는 이와 같은 기록이 있다. “고(구)려가 우리에 구원을 요청했다. 우리는 장군을 보내 백제 지역의 소유성에 병력을 주둔시켰다. 이 때문에 당군은 고(구)려의 남쪽 경계를 침략하지 못하고 신라도 고(구)려 서쪽의 성루를 함락시키지 못했다.” 고구려의 대일본 외교는 위력을 발휘했다. 한반도 남부에 주둔해 있던 당군과 신라군이 고구려의 남서쪽 국경을 공격하지 못하게 만들었던 것이다.
11. ↑  《삼국사기》 권제22 고구려본기 제10 보장왕 21년(662)
12. ↑  《삼국사기》 권제22 고구려본기 제10 보장왕 25년(666)
13. ↑  《삼국사기》 권제6 신라본기 제6 문무왕 6년(666)
14. ↑  《삼국사기》 권제22 고구려본기 제10 보장왕 26년(667)
15. 1 2  《삼국사기》 권제22 고구려본기 제10 보장왕 27년(668)
16. ↑  서영대, 보장왕 《한국민족문화대백과》. 한국학중앙연구원

| 전 대 영류왕 | 제28대 고구려 국왕 642년 - 668년 | 후 대 없음 |